# Розовая шляпа
«Розовая шляпа» — советский короткометражный фильм 1963 года по одноимённом рассказу Лилли Промет, снятый режиссёром Вельё Кяспером, его дебютная — дипломная работа выпускника ВГИКа (мастерская Льва Кулешова).

## Сюжет
Последние дни Великой Отечественной войны. В освобождённый от фашистов город прибывают советские войска. Две женщины из числа советских военнослужащих — сержант постарше и рядовая — совсем юная, с виду совсем девчонка, расквартируются на ночлег в доме, в котором, видимо, ещё совсем недавно хозяйничал немецкий офицер. И странно, но в пустом доме в шкафу на виду — дамская розовая шляпка, кажущаяся чем-то нереальным, давно забытым и ненужным на фоне многолетней войны. Шляпка кажется чудом девушке, выросшей на войне и никогда и не видевшей таких вещей. Во сне она видит себя в этой шляпе и красивом платье кружащейся в танце. Спрятанное глубоко в сердце ощущение красоты и природная женственность берут своё — на утро, уходя из дома, девушка решает вместо свой форменной шапки-ушанки примерить перед зеркалом шляпку и погибает… красивая розовая шляпка оказывается заминирована.

## В ролях
- Энекен Аксель — Мария
- Херта Эльвисте — сержант
- Харальд Ранну — машинист
- Пеэтер Тедре — офицер
- Йоханнес Каал — эпизод
- Эдуард Лусик — эпизод
- Магнус-Оскар Сийлак — эпизод

## Критика
Херта Элвисте создает правдоподобный, чёткий, характерный крупный план, который мог бы придать фильму характер. … Недостатком фильма является то, что эта розовая шляпа, как правило, остается просто шляпой. Определённый оттенок символизма, который придает ему игра актёра, не может полностью спасти ситуацию. Дебютант Энекен Аксель выступает в этой сцене, но её также не хватает глубины, подтекста.
Оригинальный текст (эст.)Herta Elviste loob usutava selgepiirilise iseloomulikust lähikaadrist, mis võiksid anda filmi tegelaskuju . … Filmi puudus seisnebki selles, et too roosa kübar kipub jääma üksnes kübaraks . Teatud sümboolsusevarjund, mida näitleja mäng talle annab, ei suuda olukorda täielikult päästa . Debütant Eneken Aksel esineb selles stseenis küll tunnustust väärivalt, kuid temalgi jääb vajaka sügavusest, alltekstist .
— Õie Orav — Tallinnfilm: Mängufilmid 1947—1976 / Õie Orav. — Eesti Entsüklopeediakirjastus, 2003. — 775 l. — lk. 298

## Рецензии
- Tobro, V. — Julge pealehakkamine on ainult pool võitu (filmist «Roosa kübar») // Edasi, 5. dets. 1963